# Coupe européenne masculine de handball 2020-2021
Navigation
Coupe Challenge 2019-2020 Coupe européenne 2021-2022
La saison 2020-2021 de la Coupe européenne masculine de handball est la 1re édition de la compétition sous ce nom et ce format. Elle fait suite à la Coupe Challenge et constitue en ce sens la 28e édition de la compétition organisée par l'EHF.
Finaliste en 2018, l'AEK Athènes remporte son premier titre européen face aux Suédois du Ystads IF. C'est le deuxième titre pour une équipe grecque après l'AC Diomidis Argous en 2012.

## Présentation

### Formule
La compétition conserve le même format que précédemment mais la liste d'accès est modifiée : les associations classées 8e et 9e au Coefficient EHF (la Croatie et le Portugal pour cette édition) ne peuvent plus envoyer d'équipe dans cette compétition. Du premier tour à la finale, elle se déroule en matchs aller-retour à élimination directe. Jusqu'aux quarts de finale inclus, les adversaires peuvent convenir de disputer les deux matchs au même endroit lors du même week-end.
Pour chaque double confrontation, l'équipe qui a marqué le plus de buts sur la somme des deux matchs est qualifiée pour le tour suivant. En cas d'égalité, c'est l'équipe qui a marqué le plus de buts lors du match à l'extérieur. Si les équipes sont encore à égalité, elles disputent une séance de tirs au but.
Pour chaque tour, des qualifications jusqu'au huitièmes de finale, l'EHF fixe des têtes de série avant le tirage au sort. En revanche, à chaque tour, deux clubs d'un même pays peuvent se rencontrer.

### Calendrier
| Tour                | Tirage             | Aller                  | Retour                 | Nombre de participants |
| ------------------- | ------------------ | ---------------------- | ---------------------- | ---------------------- |
| Tour préliminaire   | 1er septembre 2020 | 14 et 15 novembre 2020 | 21 et 22 novembre 2020 | 38                     |
| Seizièmes de finale | 25 novembre 2020   | 12 et 13 décembre 2020 | 19 et 20 décembre 2020 | 32                     |
| Huitièmes de finale | 22 décembre 2020   | 13 et 14 février 2021  | 20 et 21 février 2021  | 16                     |
| Quarts de finale    | 23 février 2021    | 20 et 21 mars 2021     | 27 et 28 mars 2021     | 8                      |
| Demi-finales        | 23 février 2021    | 17 et 18 avril 2021    | 24 et 25 avril 2021    | 4                      |
| Finale              | 27 avril 2021      | 15 ou 16 mai 2021      | 22 ou 23 mai 2021      | 2                      |

### Participants
Les fédérations classées de la 10e à la 18e place au coefficient EHF peuvent inscrire deux équipes. À partir de la 19e place, elles ont droit à trois équipes. De plus, les fédérations classées de la 19e à la 30e place peuvent demander que leur champion dispute la Coupe européenne plutôt que la Ligue européenne à laquelle il est pourtant éligible. Enfin, le tenant du titre reçoit une place qui revient à sa fédération s'il ne s'en sert pas. Comme l'édition 2019-2020 n'a pas désigné de vainqueur, cette place revient à la Roumanie, meilleure nation sur les dernières éditions. Hormis éventuellement grâce à la place du tenant du titre, aucune équipe des neuf meilleurs championnats ne peut donc participer à cette compétition.
La liste des participants a été officialisée par l'EHF le 20 juillet 2020 :
13 équipes directement qualifiées pour les seizièmes de finale
- HC Macheka Moguilev
- HC Donbass Donetsk
- CS Minaur Baia Mare
- Drammen HK
- HC Neva Saint-Pétersbourg
- HC MŠK Považská Bystrica
- Beykoz Belediyesi SK
- Holon Yuvalim HC (en)
- FH Hafnarfjörður
- HC Berchem
- HC Dukla Prague
- AEK Athènes
- RK Borac Banja Luka

38 équipes qualifiées pour le tour préliminaire
- Odessa
- Ystads IF
- CSM Bucarest
- RK Gorenje Velenje
- TSV St. Otmar Saint-Gall
- Kolstad Håndball
- SGAU-Saratov (ru)
- BK-46 Karis
- Riihimäen Cocks
- Helsinki IFK
- Antalyaspor (tr)
- Spor Toto SC
- SC Ferlach (de)
- SG Handball Vienne-Ouest
- Afturelding Mosfellsbær
- HC Zubří
- HC Baník Karviná
- TJ Sokol Nove Veseli
- AC Diomidis Argous
- KH BESA Famiglia (en)
- KH Pristina
- RK Železničar Niš
- RK Bosna Visoko (en)
- RK Sloga Gornji Vakuf-Uskoplje (bs)
- RK Gračanica
- HC Dobrudja (en)
- HC Granitas Karys
- HC Klaipėda Dragūnas
- VHC Šviesa (en)
- Parnassos Strovolou (en)
- Anorthosis Famagouste (el)
- PGU Tiraspol (en)
- Cassano Magnago Handball Club
- Handball Siena (it)
- Handball Sassari (it)
- Tenax Dobele
- HC Tallinn (et)
- Põlva Serviti

Contrairement à la saison précédente, aucun club belge, néerlandais, monténégrin, britannique, géorgien, azéri, maltais ni féroïen ne participe aux coupes d'Europe masculines 2020-2021. Il n'y a pas non plus de participant albanais, andorran, arménien, irlandais, liechtensteinois ou monégasque.

## Résultats

### Tour préliminaire
Avant le tirage au sort, l'EHF répartit les clubs en trois zones. Cette mesure exceptionnelle vise à limiter les déplacements alors que la pandémie de Covid-19 est toujours en cours. La protection nationale ne s'applique pas à ce tirage au sort : deux équipes d'un même pays peuvent s'affronter.
Zone 1
Têtes de série
- Põlva Serviti
- BK-46 Karis
- Afturelding Mosfellsbær
- Tenax Dobele
- HC Klaipėda Dragūnas
- Ystads IF

Non têtes de série
- HC Tallinn (et)
- Riihimäen Cocks
- Helsinki IFK
- HC Granitas Karys
- VHC Šviesa (en)
- Kolstad Håndball

Zone 2
Têtes de série
- RK Gračanica
- HC Dobrudja (en)
- AC Diomidis Argous
- KH BESA Famiglia (en)
- PGU Tiraspol (en)
- CSM Bucarest
- RK Železničar Niš

Non têtes de série
- RK Bosna Visoko (en)
- RK Sloga Gornji Vakuf-Uskoplje (bs)
- KH Pristina
- SGAU-Saratov (ru)
- Antalyaspor (tr)
- Spor Toto SC
- Odessa

Zone 3
Têtes de série
- SC Ferlach (de)
- Parnassos Strovolou (en)
- TJ Sokol Nove Veseli
- Cassano Magnago HC
- RK Gorenje Velenje
- TSV St. Otmar Saint-Gall

Non têtes de série
- SG Handball Vienne-Ouest
- Anorthosis Famagouste (el)
- HC Zubří
- HC Baník Karviná
- Handball Siena (it)
- Handball Sassari (it)

Les matchs aller se déroulent les 13, 14 et 15 novembre 2020 et les matchs retour une semaine plus tard, les 20, 21 et 22 novembre 2020. Sur les dix-neuf rencontres prévues, onze ne sont pas disputées en raison du forfait d'une équipe, cinq sont jouées en programme double chez un des deux clubs et trois se disputent réellement en aller-retour.
| Équipe 1                 | Score   | Équipe 2                   | Aller   | Retour  |
| ------------------------ | ------- | -------------------------- | ------- | ------- |
| Afturelding Mosfellsbær  | forfait | HC Granitas Karys          | /       | /       |
| Tenax Dobele             | forfait | Helsinki IFK               | /       | /       |
| Riihimäen Cocks          | 72 – 50 | HC Klaipėda Dragūnas       | 33 – 24 | 39 – 26 |
| Ystads IF                | 72 – 62 | VHC Šviesa (en)            | 36 – 33 | 36 – 29 |
| BK-46 Karis              | forfait | HC Tallinn (et)            | /       | /       |
| Põlva Serviti            | forfait | Kolstad Håndball           | /       | /       |
| Spor Toto SC             | forfait | RK Železničar Niš          | /       | /       |
| AC Diomidis Argous       | forfait | Antalyaspor (tr)           | /       | /       |
| PGU Tiraspol (en)        | forfait | SGAU-Saratov (ru)          | /       | /       |
| RK Sloga GV-U (en)       | 38 – 61 | CSM Bucarest               | 23 – 30 | 15 – 31 |
| Odessa                   | 52 – 54 | RK Gračanica               | 22 – 28 | 30 – 26 |
| KH Pristina              | forfait | HC Dobrudja (en)           | /       | /       |
| RK Bosna Visoko (en)     | 38 – 68 | KH BESA Famiglia (en)      | 18 – 36 | 20 – 32 |
| Parnassos Strovolou (en) | 56 – 53 | Handball Sassari (it)      | 29 – 25 | 27 – 28 |
| RK Gorenje Velenje       | 61 – 44 | Handball Siena (it)        | 32 – 20 | 29 – 24 |
| TJ Sokol Nove Veseli     | 49 – 58 | Anorthosis Famagouste (el) | 28 – 32 | 21 – 26 |
| HC Zubří                 | forfait | TSV St. Otmar Saint-Gall   | /       | /       |
| SG Handball Vienne-Ouest | forfait | Cassano Magnago HC         | /       | /       |
| HC Baník Karviná         | forfait | SC Ferlach (de)            | /       | /       |

### Seizièmes de finale
Treize clubs font leur entrée à ce tour. Ces équipes et trois qualifiés du tour précédent (marqués d'une astérisque) sont têtes de série pour le tirage au sort. Comme au tour précédent, l'EHF répartit les clubs en zones géographiques (deux cette fois) et deux équipes d'un même pays peuvent s'affronter.
Zone 1
Têtes de série
- HC Neva Saint-Pétersbourg
- Drammen HK
- FH Hafnarfjörður
- HC Berchem
- HC Dukla Prague
- HC MŠK Považská Bystrica
- Riihimäen Cocks*
- HC Tallinn (et)*

Non têtes de série
- Ystads IF
- SC Ferlach (de)
- Tenax Dobele
- RK Gorenje Velenje
- Põlva Serviti
- SG Handball Vienne-Ouest
- HC Zubří
- HC Granitas Karys

Zone 2
Têtes de série
- CS Minaur Baia Mare
- AEK Athènes
- RK Borac Banja Luka
- Holon Yuvalim HC (en)
- HC Donbass Donetsk
- Beykoz Belediyesi SK
- HC Macheka Moguilev
- Spor Toto SC*

Non têtes de série
- KH BESA Famiglia (en)
- Parnassos Strovolou (en)
- CSM Bucarest
- RK Gračanica
- KH Pristina
- Anorthosis Famagouste (el)
- Antalyaspor (tr)
- SGAU-Saratov (ru)

Les matchs aller se déroulent les 11, 12 et 13 décembre 2020 et les matchs retour une semaine plus tard, les 19 et 20 décembre 2020 :
| Équipe 1                  | Score   | Équipe 2                   | Aller   | Retour  |
| ------------------------- | ------- | -------------------------- | ------- | ------- |
| Ystads IF                 | 57 – 45 | HC Tallinn (et)            | 30 – 21 | 27 – 24 |
| HC Neva Saint-Pétersbourg | 60 – 53 | Tenax Dobele               | 31 – 23 | 29 – 30 |
| RK Gorenje Velenje        | 62 – 52 | Riihimäen Cocks            | 30 – 25 | 32 – 27 |
| HC Berchem                | 53 – 60 | SG Handball Vienne-Ouest   | 24 – 28 | 29 – 32 |
| SC Ferlach (de)           | forfait | Drammen HK                 | /       | /       |
| Põlva Serviti             | 54 – 40 | HC Dukla Prague            | 37 – 18 | 17 – 22 |
| FH Hafnarfjörður          | forfait | HC Zubří                   | /       | /       |
| HC Granitas Karys         | 50 – 53 | HC MŠK Považská Bystrica   | 22 – 25 | 28 – 28 |
| HC Macheka Moguilev       | 56 – 61 | SGAU-Saratov (ru)          | 28 – 31 | 28 – 30 |
| Spor Toto SC              | 55 – 71 | CSM Bucarest               | 27 – 33 | 28 – 38 |
| HC Donbass Donetsk        | forfait | Antalyaspor (tr)           | /       | /       |
| AEK Athènes               | 78 – 27 | KH Pristina                | 37 – 19 | 41 – 8  |
| RK Gračanica              | forfait | Holon Yuvalim HC (en)      | /       | /       |
| KH BESA Famiglia (en)     | 44 – 45 | RK Borac Banja Luka        | 24 – 22 | 20 – 23 |
| Parnassos Strovolou (en)  | 49 – 57 | CS Minaur Baia Mare        | 25 – 28 | 24 – 29 |
| Beykoz Belediyesi SK      | 53 – 68 | Anorthosis Famagouste (el) | 28 – 32 | 25 – 36 |

Seules trois rencontres se sont effectivement déroulées en aller retour. Dans le contexte de crise sanitaire, les matchs se sont déroulées à huis clos ou avec une jauge très réduite.

### Huitièmes de finale
Les seize équipes qualifiées sont :
Têtes de série
- CS Minaur Baia Mare
- AEK Athènes
- HC Neva Saint-Pétersbourg
- SC Ferlach (de)
- HC Zubří
- SG Handball Vienne-Ouest
- RK Borac Banja Luka
- Põlva Serviti

Non têtes de série
- RK Gračanica
- HC Donbass Donetsk
- HC MŠK Považská Bystrica
- Anorthosis Famagouste (el)
- SGAU-Saratov (ru)
- Ystads IF
- RK Gorenje Velenje
- CSM Bucarest

Les matchs aller se déroulent les 13 et 14 février 2021 et les matchs retour une semaine plus tard, les 20 et 21 février 2021 :
| Équipe 1                  | Score   | Équipe 2                   | Aller   | Retour  |
| ------------------------- | ------- | -------------------------- | ------- | ------- |
| CSM Bucarest              | 51 – 52 | AEK Athènes                | 28 – 23 | 23 – 29 |
| HC Zubří                  | 52 – 50 | HC MŠK Považská Bystrica   | 29 – 22 | 23 – 28 |
| SC Ferlach (de)           | 52 – 54 | Anorthosis Famagouste (el) | 29 – 28 | 23 – 26 |
| RK Gorenje Velenje        | 64 – 44 | RK Borac Banja Luka        | 32 – 28 | 32 – 16 |
| SG Handball Vienne-Ouest  | forfait | Ystads IF                  | /       | /       |
| SGAU-Saratov (ru)         | 51 – 56 | Põlva Serviti              | 28 – 28 | 23 – 28 |
| HC Donbass Donetsk        | 49 – 58 | CS Minaur Baia Mare        | 23 – 24 | 26 – 34 |
| HC Neva Saint-Pétersbourg | 58 – 44 | RK Gračanica               | 33 – 21 | 25 – 23 |

### Quarts de finale
Le tirage au sort des quarts de finale est intégral : les huit équipes qualifiées sont placées dans un même pot et aucune restriction ne s'applique. Les demi-finales sont tirées au sort lors du même événement.
Hormis la double confrontation jouée les jeudi 25 et vendredi 26 mars, les matchs aller se déroulent le samedi 20 mars et les matchs retour une semaine plus tard, le samedi 27 mars :
| Équipe 1                  | Score    | Équipe 2                   | Aller   | Retour  |
| ------------------------- | -------- | -------------------------- | ------- | ------- |
| CS Minaur Baia Mare       | 45 – 45E | Anorthosis Famagouste (el) | 22 – 27 | 23 – 18 |
| HC Neva Saint-Pétersbourg | 48 – 59  | AEK Athènes                | 21 – 30 | 27 – 29 |
| HC Zubří                  | 50 – 59  | RK Gorenje Velenje         | 26 – 31 | 24 – 28 |
| Põlva Serviti             | 53 – 62  | Ystads IF                  | 28 – 33 | 25 – 29 |

### Demi-finales
Les matchs aller se déroulent le samedi 17 avril 2021 et les matchs retour une semaine plus tard, le samedi 24 avril 2021 :
| Équipe 1                   | Score   | Équipe 2           | Aller   | Retour  |
| -------------------------- | ------- | ------------------ | ------- | ------- |
| Anorthosis Famagouste (el) | 48 – 50 | Ystads IF          | 26 – 24 | 22 – 26 |
| AEK Athènes                | 62 – 60 | RK Gorenje Velenje | 31 – 29 | 31 – 31 |

### Finale
Comme, au cours des trois saisons précédentes, l'AEK Athènes a joué une finale européenne (en l'occurrence la Coupe Challenge 2017-2018) avec alors l'avantage d'avoir pu recevoir au match retour, il n'y a pas eu de tirage au sort et c'est cette fois leur adversaire qui bénéficie de l'avantage de recevoir au retour.
Cependant, en raison de cas de Covid-19 dans l'équipe suédoise, la finale aller (initialement prévue le 15 à Athènes) puis la finale retour (initialement prévue le 22 mai à Ystad) sont reportées et les deux matchs se jouent finalement en Grèce à Chalcis (à 70 kilomètres d'Athènes) le vendredi 28 mai et le dimanche 30 mai 2021, devant 500 puis 700 spectateurs.
| Équipe 1    | Score   | Équipe 2  | Aller   | Retour  |
| ----------- | ------- | --------- | ------- | ------- |
| AEK Athènes | 54 – 46 | Ystads IF | 30 – 26 | 24 – 20 |

## Statistiques et récompenses

### Meilleurs buteurs
Au terme de la compétition, les meilleurs buteurs sont :
| Rang | Joueur                 | Club                  | Buts |
| ---- | ---------------------- | --------------------- | ---- |
| 1    | Aleks Kavčič           | RK Gorenje Velenje    | 45   |
| 2    | Chrístos Argyroú       | Anorthosis Famagouste | 41   |
| 2    | Domen Tajnik           | RK Gorenje Velenje    | 41   |
| 2    | Dimitris Tzirás        | AEK Athènes           | 41   |
| 5    | Chrístos Kedéris (el)  | AEK Athènes           | 36   |
| 5    | Patrick Toniazzo Lemos | AEK Athènes           | 36   |